# Myersiohyla liliae
Myersiohyla liliae é uma espécie de anfíbio anuro da família Hylidae. Está presente na Guiana. A UICN classificou-a como pouco preocupante.